# Diocesi di Absasalla
La diocesi di Absasalla (in latino Dioecesis Absasallensis) è una sede soppressa e sede titolare della Chiesa cattolica.

## Storia
Absasalla, nell'odierna Tunisia, è un'antica sede episcopale della provincia romana dell'Africa Proconsolare, il cui primate era il vescovo di Cartagine.
Di questa antica sede episcopale è noto un solo vescovo, Domenico, che prese parte al concilio africano antimonotelita del 646 e sottoscrisse la lettera al patriarca di Costantinopoli Paolo, che in seguito fu letta durante il sinodo romano indetto da papa Martino I nel 649.
Dal 1933 Absasalla è annoverata tra le sedi vescovili titolari della Chiesa cattolica; dal 18 febbraio 2012 il vescovo titolare è Christopher Glancy, C.S.V., già vescovo ausiliare di Belize-Belmopan.

## Cronotassi

### Vescovi
- Domenico † (menzionato nel 646)

### Vescovi titolari
- Domenico Ferrara, M.C.C.I. † (15 marzo 1966 - 21 settembre 1998 deceduto)
- Lawrence Pius Dorairaj (28 novembre 1998 - 13 gennaio 2012 nominato vescovo di Dharmapuri)
- Christopher Glancy, C.S.V., dal 18 febbraio 2012